# Basilinopoli
Basilinopoli (Basilinopolis) è stata un'antica città dell'Asia Minore, sede episcopale della Diocesi di Basilinopoli.

## Storia
Originariamente villaggio della provincia romana della Bitinia Prima, prese il nome Basilinopolis per volere dell'imperatore romano Giuliano, la cui madre si chiamava Basilina. Divenne poi sede episcopale e il suo primo vescovo, Alessandro, fu ordinato da Giovanni Crisostomo nel 400 circa. Gli succedettero Geronzio (451), Ciriaco (518), Sisinnio (680), Georgio (787) e Antimo (878).
Durante il concilio di Calcedonia del 451, i metropoliti di Nicomedia e di Nicea si disputarono arduamente la giurisdizione su Basilinopolis, che fu affidata al primo, rimanendo così fino a Manuele Comneno.  Nel XV secolo, dopo la conquista degli Ottomani, la sede non compare più.
L'esatta collocazione della città non è nota. L'archeologo William M. Ramsay riteneva che Basilinopoli sorgesse sulla riva occidentale del Lago di Nicea, vicino a Pazarköy, tra Nicea e l'attuale Gemlik.